# Électricité de France
Électricité de France (EDF) é a maior produtora e distribuidora de energia da França, foi fundada em 1946 após um programa de nacionalização do setor na França na época, era uma companhia estatal até 19 de novembro de 2004, quando adotou personalidade jurídica de direito privado (société anonyme). De qualquer forma, o governo francês pretende manter a propriedade de cerca de 70% do seu capital, podendo ser comparada às empresas de economia mista do Brasil, tais como a Petrobras, a capacidade de produção da empresa é de 120.000 (MW) megawatts de potência.
Além de ser líder na França é também a maior do setor de energia elétrica na Europa e é a maior do mundo em produção de energia nuclear, com 58 plantas nucleares somente dentro da França. Em 2011 22% da eletricidade na União Europeia foi produzida pela EDF, a origem de maior parte da eletricidade gerada pela companhia vem da energia nuclear:
- Energia Nuclear: 84,7%
- Energia Renovável: 8,3% (entre os quais 4,6% a partir de usinas hidrelétricas);
- Gás: 2,7%
- Carvão Vegetal: 2,7%
- Combustível: 1,2%
- Outros: 0,4%

## Operações da empresa

### França
- França: 74.86% da Électricité de Strasbourg, 67% da Dalkia Investments, 51% da TIRU, 50% da Cerga, 50% da Edenkia, 50% da Dalkia International, 50% da SIIF Énergies, 34% da Dalkia Hdg

### Europa
- Alemanha: 100% da EDF Ostalbkreis, 100% da EDF Weinsberg, 50% da RKI.
- Áustria: 100% da Vero e 20% do Groupe Estag
- Bélgica: 100% da Semobis
- Eslovaquia: 49% da SSE
- Espanha: 100% da EDF Iberica (EDF Península Ibérica, S.A)
- Holanda: 100% da Finelex, 50% da Cinergy Holding
- Hungria: 95,56% da BE Zrt, 100% da Démász
- Italia: 99,4% da Edison S.p.A., 100% da EDF Energia Italia', 100% da EDF Fenice, 40% da Finei, 30% da ISE´
- Polonia: 76.63% da Rybnik, 66.08% da ECK, 49.19% da ECW, 35.42% da Kogeneracja, 24.61% da Zielona Gora
- Reino Unido: 100% EDF Energy, antiga British Energy Group PLC, produz 20% da energia elétrica Britânica e opera 8 plantas nucleares e possui 100% EDF Trading, que atua em energia por venda em atacado.
- Suécia: 100% da Skandrenkraft, 36.32% do Groupe Graninge
- Suíça: 50% da Chatelot, 50% da Emosson, 14.25% da Groupe ATEL, 26.26% da Motor

### América do Norte
- Estados Unidos: 100% da EDF Inc, 100% da EnXco, (100%) da EDF Trading North America

### América do Sul
- Argentina: 25% da Edenor, 45% da Sodemsa, 22.95% da Edemsa
- Brasil: 100% da Lidil, 100% da Usina Termelétrica Norte Fluminense, 51% da Usina Hidrelétrica Sinop Energia.

### Asia
- China: 85% na Synergie, 60% na Figlec, 35% na Datang Sanmenxia Power Company, 19.6% Shandong Zhonghua Power Company
- Vietnã: 56.25% na Mecco

### África
- Costa do Marfim: 50% da Azito O&M, 32.85% da Azito Energie

## Acionistas
Acionistas da empresa em 31 de dezembro de 2013
- Governo da França - 84,49%
- Investidores institucionais na Europa (não inclui a França) - 4,20%
- Investidores institucionais do resto do mundo - 3,64%
- Investidores institucionais Franceses - 2,91%
- Outros investidores - 4,76%